# Cô nàng cử tạ Kim Bok Joo
Cô nàng cử tạ Kim Bok Joo (tiếng Hàn: 역도요정 김복주; Romaja: Yeokdoyojeong Gim Bokju) là một bộ phim truyền hình Hàn Quốc với diễn viên chính là Lee Sung-kyung và Nam Joo-hyuk. Đây là một bộ phim thể thao tuổi mới lớn, lấy cảm hứng từ nữ vận động viên huy chương vàng Olympic Jang Mi-ran. Cô nàng cử tạ Kim Bok Joo được phát sóng trên MBC vào mỗi thứ tư và thứ năm lúc 22:00 (KST) từ ngày 16 tháng 11 năm 2016.

## Nội dung
Kim Bok-Joo (Lee Sung-Kyung) là nữ cử tạ đầy năng lực. Cha cô điều hành một nhà hàng gà nhỏ và chú của cô là một diễn viên mới nổi làm việc bán thời gian tại nhà hàng. Cô có một nhân cách trong sáng và ý thức mạnh mẽ về công lý. Kim Bok-Joo và bạn bè của cô, vì trong đội cử tạ nên các chàng trai không có cảm tình với họ và họ không có bạn trai. Đội cử tạ và đội thể dục nhịp điệu lúc nào cũng gây sự với nhau.
Trong khi đó, Jung Joon Hyung (Nam Joo Hyuk) là một vận động viên bơi lội, anh đã bị loại tại cuộc thi quốc tế vì chấn thương tâm lý khi anh xuất phát sai quy đinh. Anh 21 tuổi và có một tinh thần tự do, vui vẻ. Anh sống với bố mẹ nuôi (thực chất là chú và dì) và người anh họ Jung Jae-Yi (Lee Jae-Yoon).
Một ngày trong khuôn viên trường, Kim Bok-Joo đã đâm vào Jung Joon Hyung khi anh đang đi xe đạp. Jung Joon Hyung cảm thấy khuôn mặt cô rất quen, cảm giác giống như anh đã từng gặp cô. Sau khi rời khỏi, Kim Bok-Joo vô tình nhặt được một chiếc khăn tay của Jung Joon Hyung. Chiếc khăn tay rất quan trọng với anh và anh bắt đầu tìm kiếm nó.
Trong một lần truy đuổi tên biến thái, Bok-Joo đã bắt nhầm Joon Hyung vì khi đó anh mặc đồ rất giống tên biến thái. Cô cứ khăng khăng rằng Joon Hyung là biến thái vì trước đó cô đã nhặt được khăn tay của con gái do Joon Hyung đánh rơi.

Khi cô và bạn bè cô đang xếp ghế thì vô tình cô thấy thầy giữ kho mặc quần lót của con gái. Lúc đó thầy giữ kho đã có ý định "dở trò" với cô và các bạn cô. May thay, lúc đó cả đội cử tạ vào kho để khiêng ghế vào thì phát hiện sự thật, họ liền gọi công an để áp giải tên biến thái về sở cảnh sát.
Bok-Joo cảm thấy có lỗi với Joon Hyung nên đã giặt ủi và sấy khô chiếc khăn tay như là một lời xin lỗi. Cô đi đến bể bơi của trường và trả lại chiếc khăn tay cho Joon Hyung, nhưng anh tức giận khi thấy rằng cô ấy làm sạch nó. Kim Bok-Joo rơi xuống bể bơi sau đó, vì cô không biết bơi nên Jung Joon Hyung đã nhảy vào hồ bơi để cứu cô. Tại thời điểm đó, Kim Bok-Joo và Jung Joon Hyung nhận ra họ đã gặp nhau trước đây. Khi cả hai đều trẻ, Kim Bok-Joo đã cứu sống Jung Joon Hyung bằng cách bắt anh trước khi anh rơi xuống đất.
Lúc đó, Kim Bok-Joo có biệt danh là "mập" nên khi nhớ ra, Joon Hyung liền gọi Bok-Joo là "mập" và anh cảm thấy thích thú khi gọi Bok-Joo như thế. Cũng từ đó họ trở thành cặp đôi oan gia.
Sau chuyện của anh trai và Bok-Joo, Joon Hyung càng nhận ra rõ tình cảm của mình dành cho Bok-Joo và thổ lộ bằng cạnh trao cô một nụ hôn. Họ bắt đầu hẹn hò với nhau.

## Diễn viên
Vai chính
- Lee Sung-kyung vai Kim Bok-joo, vận động viên cử tạ năng khiếu với nhiều tham vọng. Cô đại diện cho sự bất công, nhưng khá nhút nhát và vụng về khi ở gần các chàng trai. Cô cố giấu sự bất an và trái tim mong manh dưới vẻ ngoài mạnh mẽ của cô.
- Nam Joo-hyuk vai Jung Joon-hyung, vận động viên bơi lội tài năng với tính cách hài hước và là hotboy của khoa bơi lội. Anh bị chấn thương tâm lý khi anh xuất phát sai quy đinh tại cuộc thi quốc tế đầu tiên và đã bị loại.
- Lee Jae-yoon vai Jung Jae-yi, anh của Joon-hyung. Một cựu vận động viên trở thành bác sĩ sau khi bị chấn thương. Tính cách hiền lành và tốt bụng của anh khiến anh trở thành người đàn ông đầu tiên mà Bok-joo thích.
- Kyung Soo-jin vai Song Shi-ho, vận động viên thể dục nhịp điệu hàng đầu, người đạt huy chương bạc tại Đại hội Thể thao Châu Á khi cô 18 tuổi.

### Đại học thể thao Haneul

#### Đội cử tạ
- Jo Hye-jung vai Jung Nan-hee, bạn thân của Bok-joo; một cô gái nữ tính.
- Lee Joo-young vai Lee Sun-ok, bạn thân của Bok-joo.
- Choi Moo-sung vai Yoon Deok-man, giáo sư/huấn luyện viên
- Jang Young-nam vai Choi Sung-eun, huấn luyện viên
- Oh Eui-sik vai Bang Woon-ki, đội trưởng
- Lee Bit-na vai hậu bối của Bok-joo

#### Đội bơi lội
- Kim Jae-hyun vai Kim Jae-hyun, tiền bối của Joon-young.[2]
- Kim Woo-hyuk vai Kim Woo-hyuk[3]
- Ji Il-joo vai Jo Tae-kwon
- Choi Woong vai Kim Gi-seok, tiền bối của Joon-young.

#### Đội thể dục dụng cụ
- Cho Soo-hyang vai Soo-bin, một ngôi sao thể dục dụng cụ mới nổi của trường, người thi đấu với Shi-ho.
- Ray Yang vai Sung Yoo-hwi, huấn luyện viên của thể dục dụng cụ

### Người xung quanh Bok Joo
- Ahn Gil-kang vai Kim Chang-gul, cha của Bok-joo, một người trước đây là vận động viên cử tạ, người sở hữu tiệm gà rán
- Kang Ki-young vai Kim Dae-ho, chú của Bok-joo, một diễn viên mới nổi làm việc bán thời gian tại nhà hàng

### Người xung quanh Joon Hyung
- Jung In-gi vai cha của Joon-hyung
- Lee Jung-eun vai mẹ của Joon-hyung
- Yoo Da-in vai Go Ah-young', bác sĩ đại học thể thao HaNeul

### Khác
- Kim Ye Joon vai Jung Joon-hyung lúc nhỏ
- Yoo Joon-hong
- Z.Hera
- Kim Yoon-ji
- Moon Ji-yoon vai Sang Chul

### Khách mời
- Yoon Jin-hee vai huấn luyện viên cử tạ (tập 1)
- Jota vai Choi Tae-hoon (tập 1)
- Lee Soo-ji vai Ku Seul (tập 1)
- Lee Jong-suk vai Jong-suk, khách tại nhà hàng gà rán (tập 2)[4][5]
- Park Won-sang vai bác sĩ trị liệu (tập 2)
- Yoon Yoo-sun
- Jeon Ji-ahn
- Shin A-young
- Kim Ji-soo (tập 11)
- Seohyun (SNSD) (tập 12)
- Kim Seul Gi (tập 15)
- Jota (tập 15)

## Sản xuất
Nội dung được viết bởi Yang Hee-seung tác giả của bộ phim hài-lãng mạn nổi tiếng năm 2015 Oh My Ghost và High School King of Savvy; và đạo diễn bởi PD Oh Hyun-joong của Đặc vụ cấp 7.
Lần đọc kịch bản đầu tiên diễn ra vào tháng 8 năm 2016 tại đài truyền hình MBC ở Sangam, Seoul, Hàn Quốc.
Bộ phim tái hợp cặp đôi YG Lee Sung-kyung và Nam Joo-hyuk trước đây đã đóng trong bộ phim Cheese in the Trap.

## Đánh giá
- Trong bảng dưới đây, số màu xanh thể hiện cho đánh giá thấp nhất và số màu đỏ thể hiện cho đánh giá cao nhất.

| Tập #      | Tiêu đề                                                   | Ngày                 | Tỉ lệ người xem trung bình | Tỉ lệ người xem trung bình | Tỉ lệ người xem trung bình | Tỉ lệ người xem trung bình |
| Tập #      | Tiêu đề                                                   | Ngày                 | Đánh giá TNmS              | Đánh giá TNmS              | AGB Nielsen                | AGB Nielsen                |
| Tập #      | Tiêu đề                                                   | Ngày                 | Toàn quốc                  | Vùng thủ đô Seoul          | Toàn quốc                  | Vùng thủ đô Seoul          |
| ---------- | --------------------------------------------------------- | -------------------- | -------------------------- | -------------------------- | -------------------------- | -------------------------- |
| 1          | "Chúng ta đối phó với những người mình ghét như thế nào?" | 16 tháng 11 năm 2016 | 4.1%                       | 4.1%                       | 3.3%                       | 3.6%                       |
| 2          | "Khi tớ thích cậu"                                        | 17 tháng 11 năm 2016 | 5.0%                       | 5.2%                       | 3.3%                       | 3.5%                       |
| 3          | "Let It Go"                                               | 23 tháng 11 năm 2016 | 4.8%                       | 5.3%                       | 4.4%                       | 4.9%                       |
| 4          | "Cuộc sống kép của cô ấy"                                 | 24 tháng 11 năm 2016 | 4.9%                       | 5.2%                       | 4.6%                       | 4.9%                       |
| 5          | "Là con gái thật tuyệt"                                   | 30 tháng 11 năm 2016 | 4.8%                       | 4.9%                       | 4.4%                       | 4.5%                       |
| 6          | "Đuôi dài có thể bị bắt kịp và giẫm lên"                  | 1 tháng 12 năm 2016  | 4.5%                       | 5.3%                       | 4.6%                       | 5.4%                       |
| 7          | "Chúc mừng sinh nhật"                                     | 7 tháng 12 năm 2016  | 4.4%                       | 5.3%                       | 4.8%                       | 5.7%                       |
| 8          | "Ngọn gió thổi"                                           | 8 tháng 12 năm 2016  | 4.6%                       | 4.6%                       | 5.4%                       | 5.5%                       |
| 9          | "Sự xứng đáng của người yêu thầm bí mật"                  | 14 tháng 12 năm 2016 | 4.6%                       | 4.4%                       | 4.1%                       | 4.4%                       |
| 10         | "Là dấu phẩy hay dấu chấm"                                | 15 tháng 12 năm 2016 | 4.8%                       | 5.3%                       | 5.1%                       | 5.6%                       |
| 11         | "Kết thúc, chưa phải kết thúc"                            | 21 tháng 12 năm 2016 | 4.7%                       | 5.2%                       | 4.4%                       | 4.6%                       |
| 12         | "Danh sách điều ước của cô ấy"                            | 22 tháng 12 năm 2016 | 5.1%                       | 5.3%                       | 4.5%                       | 4.7%                       |
| 13         | "Ghen tuông làm trọn vẹn tình yêu"                        | 28 tháng 12 năm 2016 | 5.5 %                      | 6.3%                       | 5.0%                       | 5.8%                       |
| 14         | "Cô gái này là của tôi"                                   | 4 tháng 1 năm 2016   | 5.0%                       | 5.9%                       | 5.4%                       | 6.3%                       |
| 15         | "Đó là cách bạn trở thành người lớn"                      | 5 tháng 1 năm 2017   | 5.5%                       | 6.4% (20th)                | 5.4%                       | 5.8%                       |
| 16         | "Mùa xuân, Tuổi trẻ và Chúng ta"                          | 11 tháng 1 năm 2017  | 5.4%                       | 5.5%                       | 5.2%                       | 5.3%                       |
| Trung bình | Trung bình                                                | Trung bình           | 4.5%                       | 5.2%                       | 4.6%                       | 5.7%                       |
| Trung bình | Trung bình                                                | Trung bình           | 5.0%                       |                            |                            |                            |

## Nhạc phim
| Phần 1:          | Phần 1:          | Phần 1:               | Phần 1:    |
| STT              | Nhan đề          | Ca sĩ                 | Thời lượng |
| ---------------- | ---------------- | --------------------- | ---------- |
| 1.               | "You & I"        | Kim Jong Wan (김종완) | 3:36       |
| 2.               | "You & I" (Ist.) | Kim Jong Wan (김종완) | 3:36       |
| Tổng thời lượng: | Tổng thời lượng: | Tổng thời lượng:      | 7:12       |

| Phần 2:          | Phần 2:                       | Phần 2:                | Phần 2:    |
| STT              | Nhan đề                       | Ca sĩ                  | Thời lượng |
| ---------------- | ----------------------------- | ---------------------- | ---------- |
| 1.               | "Frow Now On (앞으로)"        | Kim Min Seung (김민승) | 3:10       |
| 2.               | "Frow Now On (앞으로)" (Ist.) | Kim Min Seung (김민승) | 3:10       |
| Tổng thời lượng: | Tổng thời lượng:              | Tổng thời lượng:       | 6:20       |

| Phần 3:          | Phần 3:                    | Phần 3:               | Phần 3:    |
| STT              | Nhan đề                    | Ca sĩ                 | Thời lượng |
| ---------------- | -------------------------- | --------------------- | ---------- |
| 1.               | "Dreaming (꿈꾼다)"        | Han Hee Jung (한희정) | 4:02       |
| 2.               | "Dreaming (꿈꾼다)" (Ist.) | Han Hee Jung (한희정) | 4:02       |
| Tổng thời lượng: | Tổng thời lượng:           | Tổng thời lượng:      | 8:04       |

| Phần 4:          | Phần 4:                      | Phần 4:                     | Phần 4:    |
| STT              | Nhan đề                      | Ca sĩ                       | Thời lượng |
| ---------------- | ---------------------------- | --------------------------- | ---------- |
| 1.               | "Somehow (왠지 요즘)"        | Jamie (Kim Ji Hye) (제이미) | 3:26       |
| 2.               | "Somehow (왠지 요즘)" (Ist.) | Jamie (Kim Ji Hye) (제이미) | 3:26       |
| Tổng thời lượng: | Tổng thời lượng:             | Tổng thời lượng:            | 6:52       |

| Phần 5:          | Phần 5:                                 | Phần 5:                    | Phần 5:    |
| STT              | Nhan đề                                 | Ca sĩ                      | Thời lượng |
| ---------------- | --------------------------------------- | -------------------------- | ---------- |
| 1.               | "I'll Pick You Up (데리러 갈게)"        | Standing Egg (스탠딩 에그) | 3:41       |
| 2.               | "I'll Pick You Up (데리러 갈게)" (Ist.) | Standing Egg (스탠딩 에그) | 3:41       |
| Tổng thời lượng: | Tổng thời lượng:                        | Tổng thời lượng:           | 7:22       |

| Phần 6:          | Phần 6:                             | Phần 6:             | Phần 6:    |
| STT              | Nhan đề                             | Ca sĩ               | Thời lượng |
| ---------------- | ----------------------------------- | ------------------- | ---------- |
| 1.               | "Permeate (역도요정 김복주)"        | Lee Hae In (이해인) | 3:37       |
| 2.               | "Permeate (역도요정 김복주)" (Ist.) | Lee Hae In (이해인) | 3:37       |
| Tổng thời lượng: | Tổng thời lượng:                    | Tổng thời lượng:    | 7:14       |

| Phần 7:          | Phần 7:                             | Phần 7:             | Phần 7:    |
| STT              | Nhan đề                             | Ca sĩ               | Thời lượng |
| ---------------- | ----------------------------------- | ------------------- | ---------- |
| 1.               | "Again Again Again (또또또)"        | Lee Jin Ah (이진아) | 2:25       |
| 2.               | "Again Again Again (또또또)" (Ist.) | Lee Jin Ah (이진아) | 2:25       |
| Tổng thời lượng: | Tổng thời lượng:                    | Tổng thời lượng:    | 4:50       |

| Phần 8:          | Phần 8:                           | Phần 8:                | Phần 8:    |
| STT              | Nhan đề                           | Ca sĩ                  | Thời lượng |
| ---------------- | --------------------------------- | ---------------------- | ---------- |
| 1.               | "Is It Love? (사랑인걸까)"        | Ahn Hyun Jung (안현정) | 3:43       |
| 2.               | "Is It Love? (사랑인걸까)" (Ist.) | Ahn Hyun Jung (안현정) | 3:43       |
| Tổng thời lượng: | Tổng thời lượng:                  | Tổng thời lượng:       | 7:26       |

| Tổng             | Tổng                                   | Tổng                        | Tổng       |
| STT              | Nhan đề                                | Ca sĩ                       | Thời lượng |
| ---------------- | -------------------------------------- | --------------------------- | ---------- |
| 1.               | "You & I"                              | Kim Jong Wan (김종완)       | 3:36       |
| 2.               | "You & I" (Ist.)                       | Kim Jong Wan (김종완)       | 3:36       |
| 3.               | "Frow Now On (앞으로)"                 | Kim Min Seung (김민승)      | 3:10       |
| 4.               | "Frow Now On (앞으로)" (Ist.)          | Kim Min Seung (김민승)      | 3:10       |
| 5.               | "Dreaming (꿈꾼다)"                    | Han Hee Jung (한희정)       | 4:02       |
| 6.               | "Dreaming (꿈꾼다)" (Ist.)             | Han Hee Jung (한희정)       | 4:02       |
| 7.               | "Somehow (왠지 요즘)"                  | Jamie (Kim Ji Hye) (제이미) | 3:26       |
| 8.               | "Somehow (왠지 요즘)" (Ist.)           | Jamie (Kim Ji Hye) (제이미) | 3:26       |
| 9.               | "I'll Pick You Up (데리러 갈게)"       | Standing Egg (스탠딩 에그)  | 3:41       |
| 10.              | "I'll Pick You Up (데리러 갈게" (Ist.) | Standing Egg (스탠딩 에그)  | 3:41       |
| 11.              | "Permeate (스르륵)"                    | Lee Hae In (이해인)         | 3:37       |
| 12.              | "Permeate (스르륵)" (Ist.)             | Lee Hae In (이해인)         | 3:37       |
| 13.              | "Again Again Again (또또또)"           | Lee Jin Ah (이진아)         | 2:25       |
| 14.              | "Again Again Again (또또또)" (Ist.)    | Lee Jin Ah (이진아)         | 2:25       |
| 15.              | "Is It Love? (사랑인걸까)"             | Ahn Hyun Jung (안현정)      | 3:43       |
| 16.              | "Is It Love? (사랑인걸까)" (Ist.)      | Ahn Hyun Jung (안현정)      | 3:43       |
| Tổng thời lượng: | Tổng thời lượng:                       | Tổng thời lượng:            | 55:20      |

## Giải thưởng và đề cử
| Năm  | Giải thưởng          | Hạng mục                                              | Người được đề cử              | Kết quả   |
| ---- | -------------------- | ----------------------------------------------------- | ----------------------------- | --------- |
| 2016 | 35th MBC Drama Award | Diễn xuất xuất sắc (Excellence Award)                 | Lee Sung-kyung                | Đoạt giải |
| 2016 | 35th MBC Drama Award | Diễn xuất xuất sắc (Excellence Award)                 | Nam Joo-hyuk                  | Đề cử     |
| 2016 | 35th MBC Drama Award | Diễn xuất xuất sắc (Excellence Award)                 | Lee Jae-yoon                  | Đề cử     |
| 2016 | 35th MBC Drama Award | Diễn xuất xuất sắc (Excellence Award)                 | Kyung Soo-jin                 | Đề cử     |
| 2016 | 35th MBC Drama Award | Nam diễn viên mới xuất sắc nhất (Best New Male Actor) | Nam Joo-huyk                  | Đoạt giải |
| 2016 | 35th MBC Drama Award | Cặp đôi đẹp nhất (Best Couple)                        | Lee Sung-kyung & Nam Joo-huyk | Đề cử     |
| 2016 | 35th MBC Drama Award | Diễn viên phụ xuất sắc nhất (Golden Acting Award)     | Ahn Gil-kang                  | Đề cử     |
| 2016 | 35th MBC Drama Award | Diễn viên phụ xuất sắc nhất (Golden Acting Award)     | Jang Young-nam                | Đề cử     |